# Tilapia discolor
Tilapia discolor е вид лъчеперка от семейство Цихлиди (Cichlidae). Видът е световно застрашен, със статут Уязвим.

## Разпространение
Видът е ендемичен за езерото Босумтви и басейните на реките Биа, Пра и Тано в Гана и Кот д'Ивоар.